# Rainbow Serpent

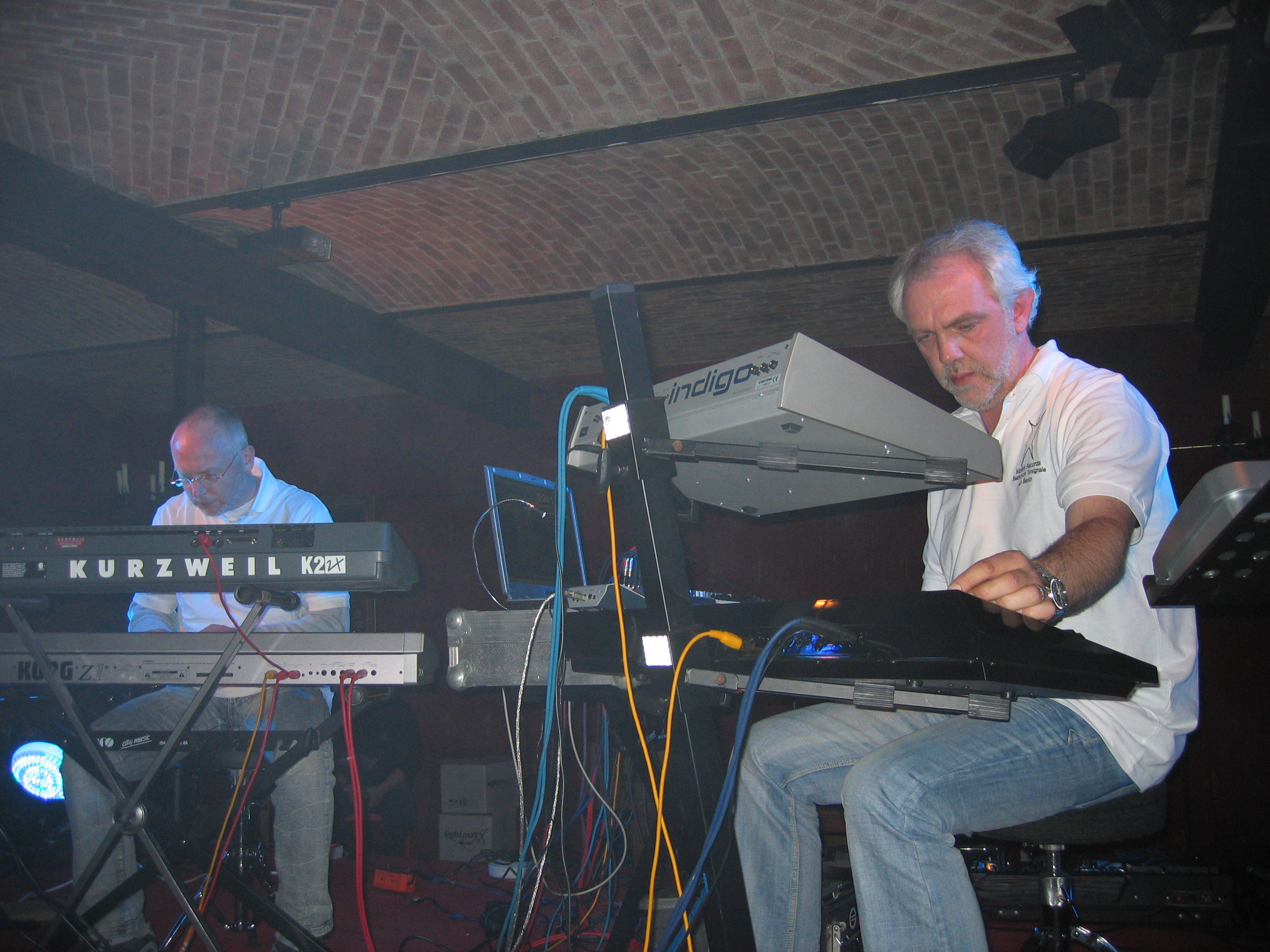
Rainbow Serpent bei einem Auftritt in der Burg Satzvey, April 2008

Rainbow Serpent ist eine 1994 von den beiden Musikern Frank Specht und Gerd Wienekamp gegründete deutsche Band aus Oldenburg. Ihr Stil beinhaltet melodische und atmosphärische elektronische Instrumentalmusik mit Einflüssen klassischer Berliner Schule, gelegentlich aber auch der Künstler wie Vangelis oder Jean Michel Jarre.

## Geschichte
Specht und Wienekamp lernten sich 1990 beim Astronomie-Stammtisch in Oldenburg kennen, aus dem 1992 die Astronomische Vereinigung Oldenburger Sternfreunde (AVOS) hervorging. Aufgrund gemeinsamer elektronik-musikalischer Interessen gründeten sie im Mai 1994 die Formation „Rainbow Serpent“ anlässlich eines eigenen Konzerts auf dem 1. Astrofest Sittensen (21.–22. Mai 1994 in Sittensen). Dort lernten sie Labelchef Arndt Maschinski vom heute nicht mehr existierenden Label ARDEMA kennen, der für die Veröffentlichungen von Futuregate, Voyager, Mosaique und IV – The Sequel to Voyager verantwortlich zeichnete.
Seit 2000 sind Rainbow Serpent beim Elektronik-Label Manikin Records unter Vertrag.

### Rainbow Serpent meets Isgaard
Im Mai 2008 begann eine Zusammenarbeit mit Isgaard, die mit der CD-Veröffentlichung Stranger im Jahr 2010 abgeschlossen wurde.

## Diskografie
ARDEMA
- Futuregate (1995)
- Voyager (1996)
- Mosaique (1997)
- IV – The Sequel to Voyager (1999)

Manikin Records
- Pulse (2000)
- Voices of the First Day (2001)
- The 8th Nerve (2005)
- Live @ Liphook 2007 (2008)
- Stranger (2010, mit Isgaard)

SynGate
- Cosmo Vision (1995, 2005 remastered)
- Silver Blue (1999, 2005 remastered)
- Cutted Scenes (1999, 2005 remastered)
- Voyager (1996, 2006 remastered plus 2 bonus tracks)
- The Sequel To Voyager (1999, 2006 remastered)

Die drei 2005 bei SynGate veröffentlichten CD-Rs Cosmo Vision, Cutted Scenes und Silver Blue sind keine offizielle Alben, sondern Sammlungen älterer, vorwiegend live eingespielter Aufnahmen. Sie beinhalten sowohl unveröffentlichte Stücke, als auch Versionen von Tracks, die teilweise unter anderen Namen auf einem der offiziellen Alben zu finden sind.